# Liste der olympischen Wettkampfstätten im Basketball
Diese Liste verzeichnet alle Wettkampfstätten im Basketball bei den Olympischen Sommerspielen.
Die Liste ist sortierbar: durch Anklicken eines Spaltenkopfes wird die Liste nach dieser Spalte sortiert, zweimaliges Anklicken kehrt die Sortierung um.
| Jahr | Gastgeber      | Stadt             | Wettkampfstätte                 | Kapazität |
| ---- | -------------- | ----------------- | ------------------------------- | --------- |
| 1936 | Berlin         | Berlin            | Reichssportfeld                 |           |
| 1948 | London         | London            | Harringay Arena                 | 10.000    |
| 1952 | Helsinki       | Helsinki          | Messuhalli                      | 5.500     |
| 1952 | Helsinki       | Helsinki          | Tennispalatsi                   | 1.250     |
| 1956 | Melbourne      | Melbourne         | West Melbourne Stadium          | 7.000     |
| 1956 | Melbourne      | Melbourne         | Royal Exhibition Building       | 3.500     |
| 1960 | Rom            | Rom               | Palazzetto dello Sport          |           |
| 1960 | Rom            | Rom               | Palazzo dello Sport             | 15.000    |
| 1964 | Tokio          | Tokio             | Kokuritsu Yoyogi Kyōgijō        | 4.000     |
| 1968 | Mexiko-Stadt   | Mexiko-Stadt      | Palacio de los Deportes         | 22.370    |
| 1972 | München        | München           | Olympische Basketballhalle      | 6.635     |
| 1976 | Montreal       | Montreal          | Centre Étienne-Desmarteau       | 2.200     |
| 1976 | Montreal       | Montreal          | Forum de Montréal               | 18.000    |
| 1980 | Moskau         | Moskau            | Olimpijski                      | 16.500    |
| 1980 | Moskau         | Moskau            | ZSKA-Universal-Sporthalle       | 5.500     |
| 1984 | Los Angeles    | Inglewood         | The Forum                       | 17.505    |
| 1988 | Seoul          | Seoul             | Jamsil-Sporthalle               | 12.751    |
| 1992 | Barcelona      | Badalona          | Pavelló Olímpic de Badalona     | 12.500    |
| 1996 | Atlanta        | Atlanta           | Georgia Dome                    | 34.500    |
| 1996 | Atlanta        | Atlanta           | Morehouse College Gymnasium     | 6.500     |
| 2000 | Sydney         | Sydney            | The Dome and Exhibition Complex | 10.000    |
| 2000 | Sydney         | Sydney            | SuperDome                       | 21.000    |
| 2004 | Athen          | Athen             | OAKA Olympic Indoor Hall        | 19.250    |
| 2004 | Athen          | Athen             | Elliniko Indoor Arena           | 15.000    |
| 2008 | Peking         | Peking            | Wukesong-Hallenstadion          | 18.000    |
| 2012 | London         | London            | North Greenwich Arena           | 20.000    |
| 2012 | London         | London            | Basketball Arena                | 12.000    |
| 2016 | Rio de Janeiro | Rio de Janeiro    | Carioca Arena 1                 | 16.000    |
| 2016 | Rio de Janeiro | Rio de Janeiro    | Arena da Juventude              | 5.000     |
| 2020 | Tokio          | Saitama           | Saitama Super Arena             | 21.000    |
| 2020 | Tokio          | Tokio             | Aomi Urban Sports Park (3×3)    | 5.000     |
| 2024 | Paris          | Paris             | Bercy Arena                     | 15.000    |
| 2024 | Paris          | Villeneuve-d’Ascq | Stade Pierre-Mauroy             | 26.000    |
| 2024 | Paris          | Paris             | Place de la Concorde (3×3)      | –         |